# Fellingsbro kontrakt
Fellingsbro kontrakt var ett kontrakt i Västerås stift. Det upplöstes 1995 då församlingarna överfördes till Bergslagens kontrakt.

## Administrativ historik
Kontraktet omfattade från 1700-talets slut av
- Fellingsbro församling
- Lindesbergs stadsförsamling namnändrad 1927 till Lindesbergs församling
- Lindesbergs landsförsamling namnändrad 1927 till Lindes församling som 1967 uppgick i Lindesbergs församling
- Ramsbergs församling
- Näsby församling
- Ervalla församling som 1962 överfördes till Glanshammars kontrakt i Strängnäs stift

Från 1896 den då bildade
- Guldsmedshyttans församling

Från 1920 till 1992 fanns även
- Fellingsbro norra församling